# 京阪2000系電車
京阪2000系電車（けいはん2000けいでんしゃ）は、1959年（昭和34年）から製造された京阪電気鉄道の通勤形電車である。

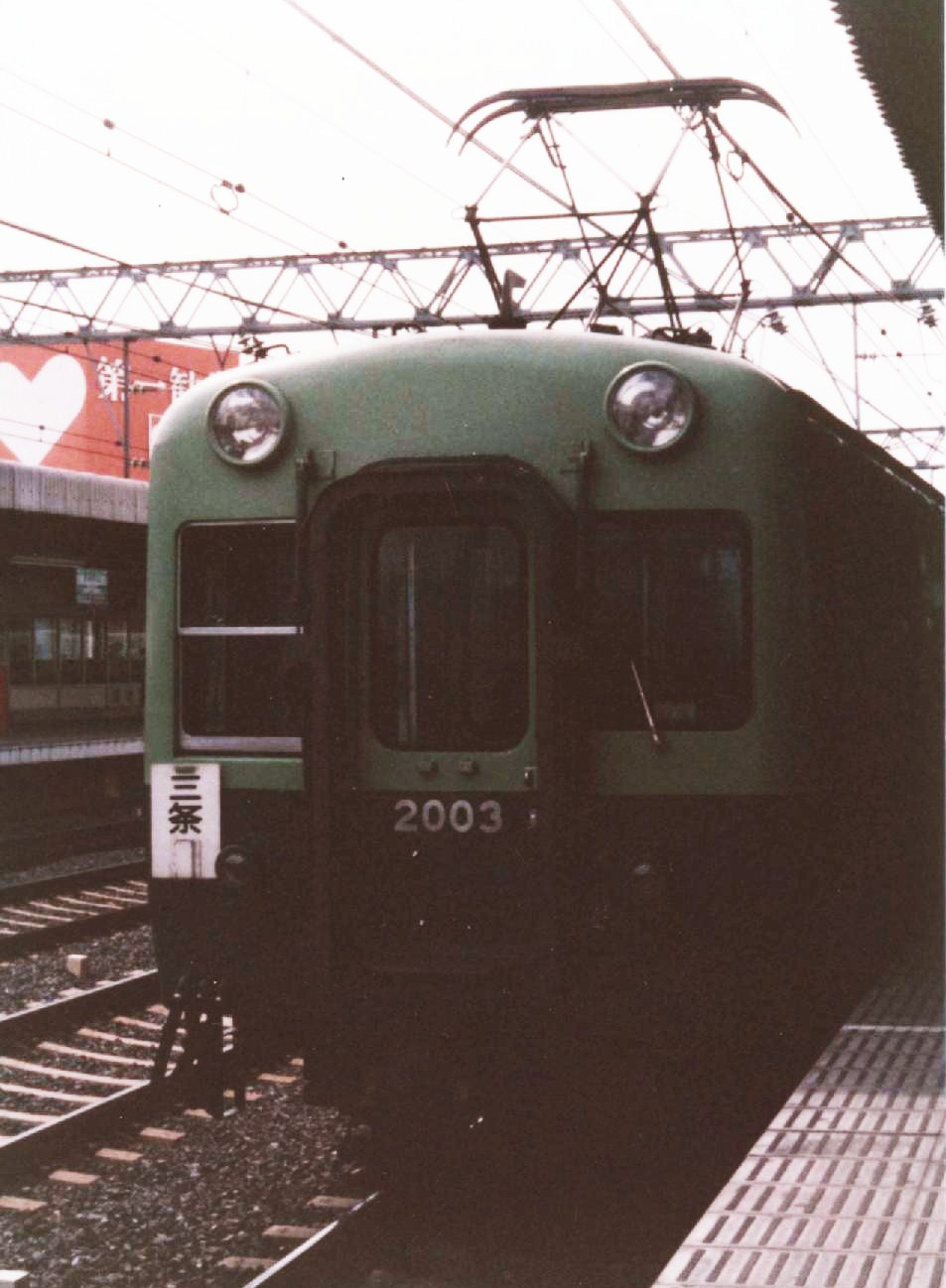
京阪2000系電車（1980年頃）。写真の2003号車はのちの2600系2626号車。

昭和中後期の京阪の標準となる、「卵型電車」の最初の形式にあたる。
当初は阪神のジェットカーや近鉄のラビットカーなどと同様に高加減速性能を持ち、「スーパーカー」の愛称がある。
高度経済成長に伴う沿線の人口増加（後述）、天満橋駅から淀屋橋駅への延長（1963年）に伴う車両不足の解消を目的に1966年までの7年間で100両が製造され、京阪線の主力の通勤車両として運用されたが、架線電圧の1500 Vへの昇圧に備えて、それに対応出来ない本系列は1978年から順次、全車両が車体及び台車と一部の機器を流用（書類上は代替新造）し、2600系（0番台）として形式を改めて事実上の昇圧対応化更新工事を施し、1982年までに形式消滅となった。

## 製造の経緯
1959年当時の日本は高度成長期を迎え、京阪沿線では日本住宅公団（現在の都市再生機構）などによる大規模な住宅団地（香里団地など）の造成が行われるようになった。
その中で、沿線の枚方市、寝屋川市の通勤客の急増が見込まれ、1963年の淀屋橋駅延長後はさらなる沿線人口の増加が予想された。
戦後の京阪は、特急用車両を新造して古くなったものを通勤用に格下げ転用するという方針を取っていたが、当時の京阪には乗降時間の短縮に有効な3扉車がほとんど在籍しておらず、主力の2扉車ではラッシュ時の乗降に時間を取られ、遅延が常態化していた。こうした状況を解決するために本格的な通勤電車が必要とされ、とりわけ頻繁に乗降が行われる普通や区間急行への3扉新型車の投入を企画した。
京阪は、1957年に軽量車体の実証を目的として製造した1650型1651+1652号車に、約半年間、高加減速性能を持った主電動機をはじめとする電装品を取り付け、新型通勤電車のためのデータ取得を行った。この結果を反映した電装品と新たに開発したモノコック構造の軽量車体を組み合わせて製造されたのが、高加減速車2000系である。
以降、2000系の車体構造を基本とする系列群（2200系、2400系、2600系0番台・30番台）が、改良を重ねて製造され、編成単位では1981年（昭和56年）の2600系30番台第4編成（2634F）と中間車単位では1985年（昭和60年）の2200系増備用の2350型80番台まで続いた。
2000系として製造されたのは以下の2形式・100両である（製造時の形式）。製造は川崎車輌（現在の川崎車両）とナニワ工機（現在のアルナ車両）が担当した。
- 2000型 制御電動車 68両
- 2100型 中間電動車 32両

### デザイン・内装

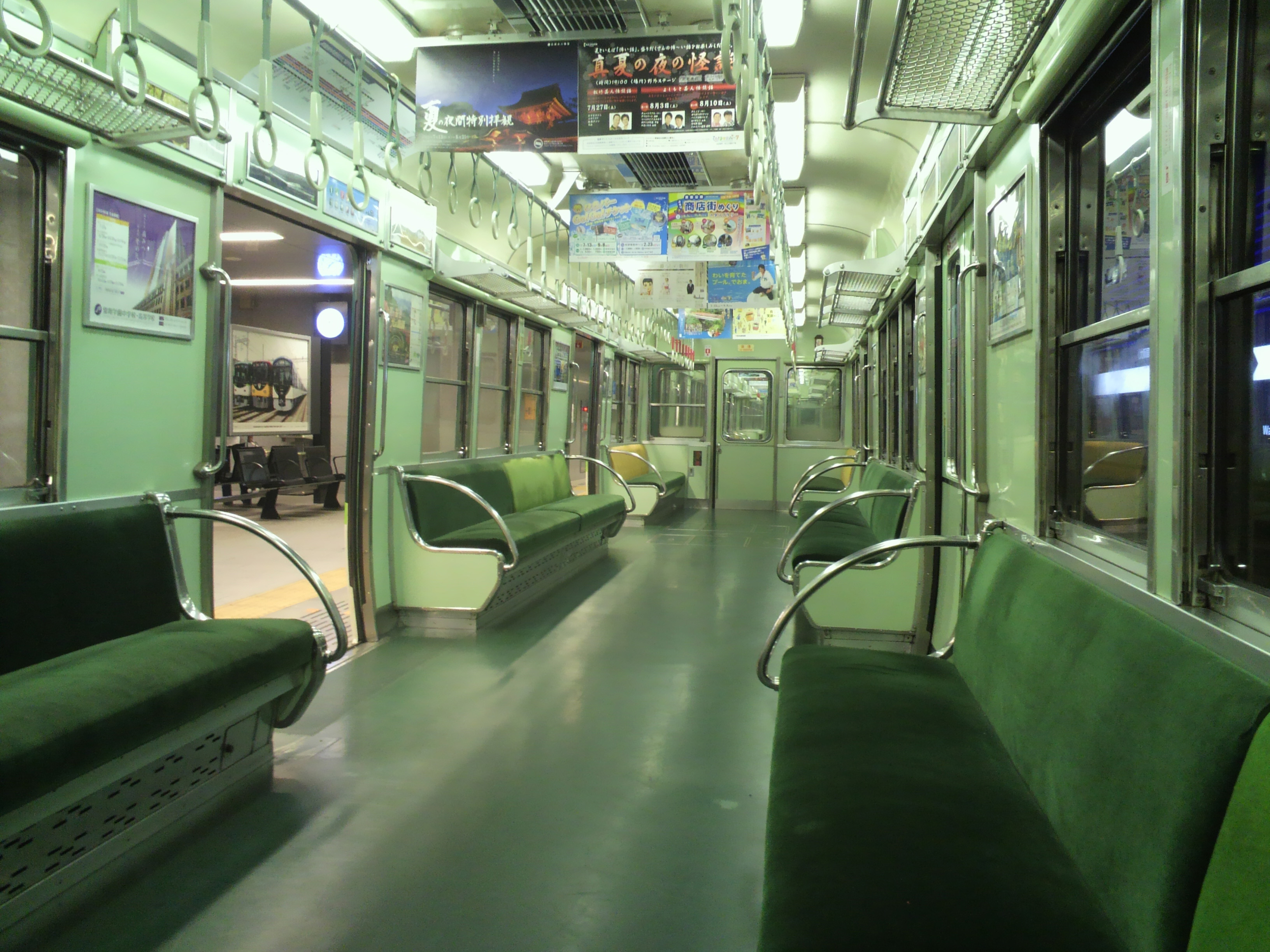
2000系の車内イメージ（写真は2200系のもの）

18 mの車体に幅1300 mmの両開き扉を3つ備えた本格的な通勤電車である。車体はモノコック構造で、側面は卵形のカーブを描く形になっている。結果的に裾絞りの断面形状となったが、車体幅は2,720 mmである。塗装は1650形で採用された緑の濃淡が使われた。2000型の正面には両側の窓上に白熱灯の前照灯が埋め込まれていた。他の私鉄がシールドビームを徐々にではあるが採用する中で、京阪は白熱灯の採用を継続し、巨大な前照灯を埋め込むスタイルとなった。
2000型は1959年製造分の1次車（24両）と1960年以降製造分の2次車以降（44両）で車体設計の細部に異なる点がある。2100型は2000型の2次車と同時に登場したため、車体設計は2000型の2次車と同様である。
側面窓の寸法・配列は2000型の1次車と2次車以降で異なる点の一つで、1次車は京阪としては珍しく横長（幅900 mm）の窓を採用しており、運転台側からの配置はd1D3D3D1（dは乗務員用扉、Dは客用扉、数字は窓の数）である。このようになったのは、窓に釣瓶の原理を応用したバランサー機構（下段の窓を持ち上げると同時に上段の窓が下りる）を組み込んだためである。しかし、複雑なバランサー機構は使い勝手に問題があり、2次車では通常の窓に戻して、京阪の伝統である縦長スタイル（幅800 mm）となり、窓配置もd1D3D3D2となった。1次車にはこのほか窓保護棒（1本）も設置されていたが、バランサー機構とともに後に取り外されている。
内装は緑を中心にまとめられている。2000型1次車ではラッシュ対策として、網棚の前縁に取り付けたパイプにも吊り革を装備していたが、これは早い時期に撤去された。
屋上には押し込み型のベンチレーターが並べられた。このベンチレーターも2000型1次車は高さの低いタイプ2列に対し、2次車以降は高さの高いタイプ1列となっている。
2000系で確立されたデザインは、以後2600系30番台（5000系を除く）に至るまで、京阪で新性能通勤車の基本スタイルとして踏襲されることとなる。一方大型化更新で製造された諸系列（車体流用で製造された1000系 (3代)を含む）は1650形の流れをくむ裾絞りのない車体が採用され、この2つの流れが併存することとなった。

### 走行機器

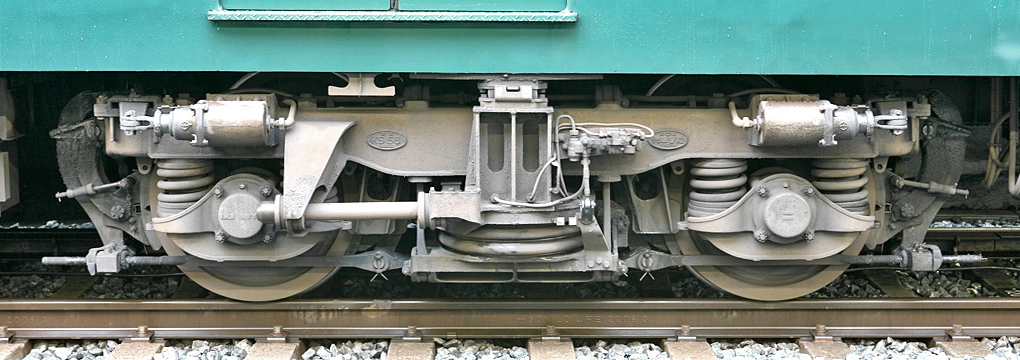
汽車・KS58形
円筒案内（シンドラー）式

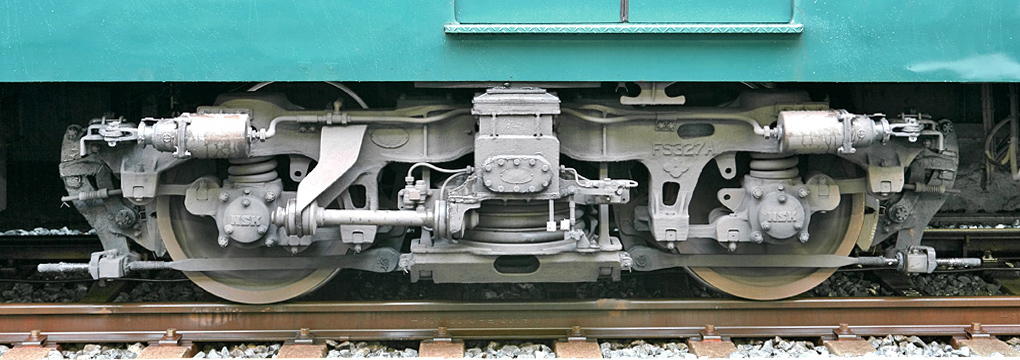
住友・FS327A形
アルストムリンク式

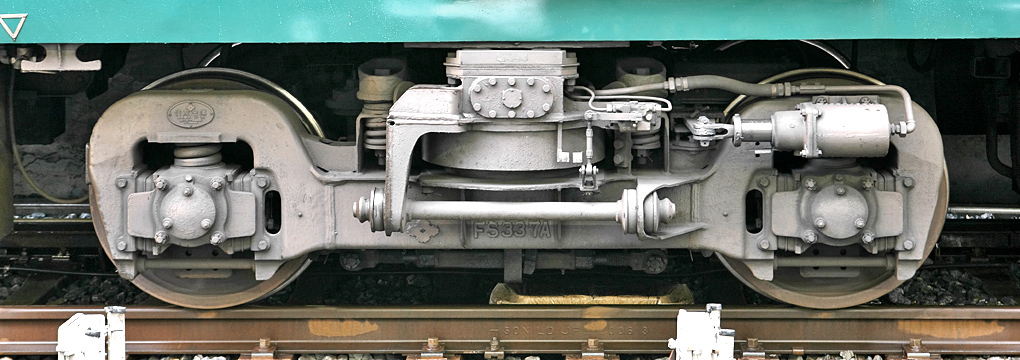
住友・FS337A形
軸ばね + 積層ゴム式

本系列の特徴は、全電動車方式による高加減速と、分巻界磁制御による電力回生制動である。特に電力回生制動は従来勾配線を走行する車両のみであり、鉄道線で通常のブレーキとして常用するものとしては日本初のものであった。モーターそのものは東洋電機製造製TDK-813A形複巻電動機（出力75 kW、端子電圧150 V、電流555 A、定格回転数1,300 rpm、最高許容回転数4,500 rpm、最弱め界磁は分巻界磁側は6.17 %、電機子側は20 %で使用）を1両に4台装備しており、出力としては決して大きくないが全電動車方式であることを考慮すれば妥当なものであった。
制御器についても1C4M永久直列制御とし永久直列10段・弱め界磁135段の磁気増幅器による超多段制御を行う。これらの装備により、起動加速度4.0 km/h/s、減速度4.5 km/h/sという高性能を生み出した。駆動方式は中空軸平行カルダン駆動方式を採用している。歯車比を6.50とかなり大きく取ったため最高速度は100 km/h（最高許容速度は110 km/h）であり、勇ましいモーター音が特徴であった。
台車は、当時の通勤車としては異例ともいえる全車空気ばねである。ただし、2000型1次車と2次車以降（2100型を含む）では内容が異なる。1次車はシンドラー（円筒案内）式のKS-58（汽車製造製）とアルストムリンク式のFS-327A（住友金属工業製）という比較的オーソドックスな形式を採用したが、2次車以降は汽車製造の「エコノミカル式」と呼ばれるKS-63系と住友金属の側梁緩衝ゴム式のFS-337系が全面的に採用されている（エコノミカル式の詳細については、京阪1900系電車#特殊台車の試験の「KS-57」の項および鉄道車両の台車史#エコノミカルトラックを参照）。この2種類の台車は1000系（3代）に至るまで、マイナーチェンジを行いながら京阪の通勤用電車に採用された。
通勤電車への空気ばねの採用は、ラッシュ時とそれ以外で生じる積載荷重の変化をカバーするという考えに基づく先駆的なものであった。今日ではJR・大手私鉄を問わず、通勤用電車で空気ばねは広く使われている。

## 運用と変遷
1959年8月6日より運用を開始した。登場時は2000型2両を基本として、主に4両編成で普通や区間急行を中心に運用された。1次車24両が出そろい、まとまった編成が確保できたことから、翌1960年3月に京阪線のダイヤ改正が実施され、枚方市駅 - 天満橋駅間の区間急行は昼間時は本系列の限定運用となった。この区間急行はその性能を生かして、同区間を停車駅が9駅少ない急行（当時の駅数）より5分30秒長いだけの27分30秒で結んだ。
また宇治線の三条 - 宇治の列車（宇治線内折り返し列車の一部を含む）も昼間時は原則的に本系列限定の運用となった。ただし当時設定されていた宇治 - 奈良電気鉄道線（後の近鉄京都線）直通普通には性能や車両限界の相違から2200系などと同様に運用不可能だった。しかし1962年に中書島駅構内付近で脱線事故を起こし、本系列はごく僅かな期間であるが宇治線での使用を中止したことがあった（直ちに解除）。なお、交野線への入線は当時の変電所容量の関係で全電動車両の入線ができなかったため、あまり運用実績はなかった。
1966年度製造の車両は、混雑緩和を目的に扉付近の座席を短くし、立席スペースを増やしているほか、ドアエンジンが変更された。
この時期、2000型の前頭部（前照灯の上）には滑り止めに由来する「砂地処理」が施されていたが、1970年代初期にこの施工は取りやめられた。
1971年には、フランス・フェブレ社製のシングルアーム型パンタグラフを試験的に2000型1両に装着した。これは（路面電車以外の高速鉄道向けでは）日本で初の事例だったが、採用には至らず、現品は製造元に返された。
2100型のうち、最初に製造された5両は、将来の電動車化を前提に付随車として登場したが、最終的に電動車化は断念され、1972年から1973年にかけて2150型に改番された。この経緯は、当初全電動車方式による高加減速を意図したものの、後に将来の電動車化を想定した付随車を組み込み、最終的に電動車化は断念された形となった国鉄101系電車と類似する。また、乗客の増加に伴って編成を長くする必要が生じたため、2000型の最後の10両から運転台が簡易撤去され、2100型に組み込まれた（運転台・車掌台の仕切りはそのまま残され、乗務員室扉は溶接しただけで、前照灯も撤去されなかった）。なお、付随車が挿入された編成については高加減速ではないため、同じ2000系であっても2000系限定運用には就かず、旧型車と同様に急行や臨時特急、および定期特急での特急車の代走などでも使用した。当時は方向幕がなかったため臨時特急では正面に鳩マークと「臨」標識（1970年代前半頃までは左右両方に表示。1970年代中頃以降は左右いずれかの片方のみに表示）を取り付けていた。
1971年6月20日のダイヤ改正で区間急行は大和田で特急待避を行うダイヤに変更され、本系列の限定運用は解除された。ただし、その後も本系列はその性能から4 - 7両の編成で各線の普通を中心に運用された。また臨時列車の淀屋橋駅 - 宇治駅間直通臨時急行「宇治号（その他の列車愛称であった時期もあり）」で6両編成で運用したことがある。当時の宇治駅は最大6両編成までの対応だった（ただしホームは5両編成分の長さであった）。
1971年には、2200系の編成組替で余剰となった制御車2251～2253の3両が運転台を簡易撤去して2000系に組み込まれ、翌1972年に2150型2156～2158に改番されて正式に2000系に編入され、本系列は総計103両となった。
この間、ATS・側面種別表示幕・列車無線の取付の改造がなされている。

## 昇圧対応・2600系0番台への改番

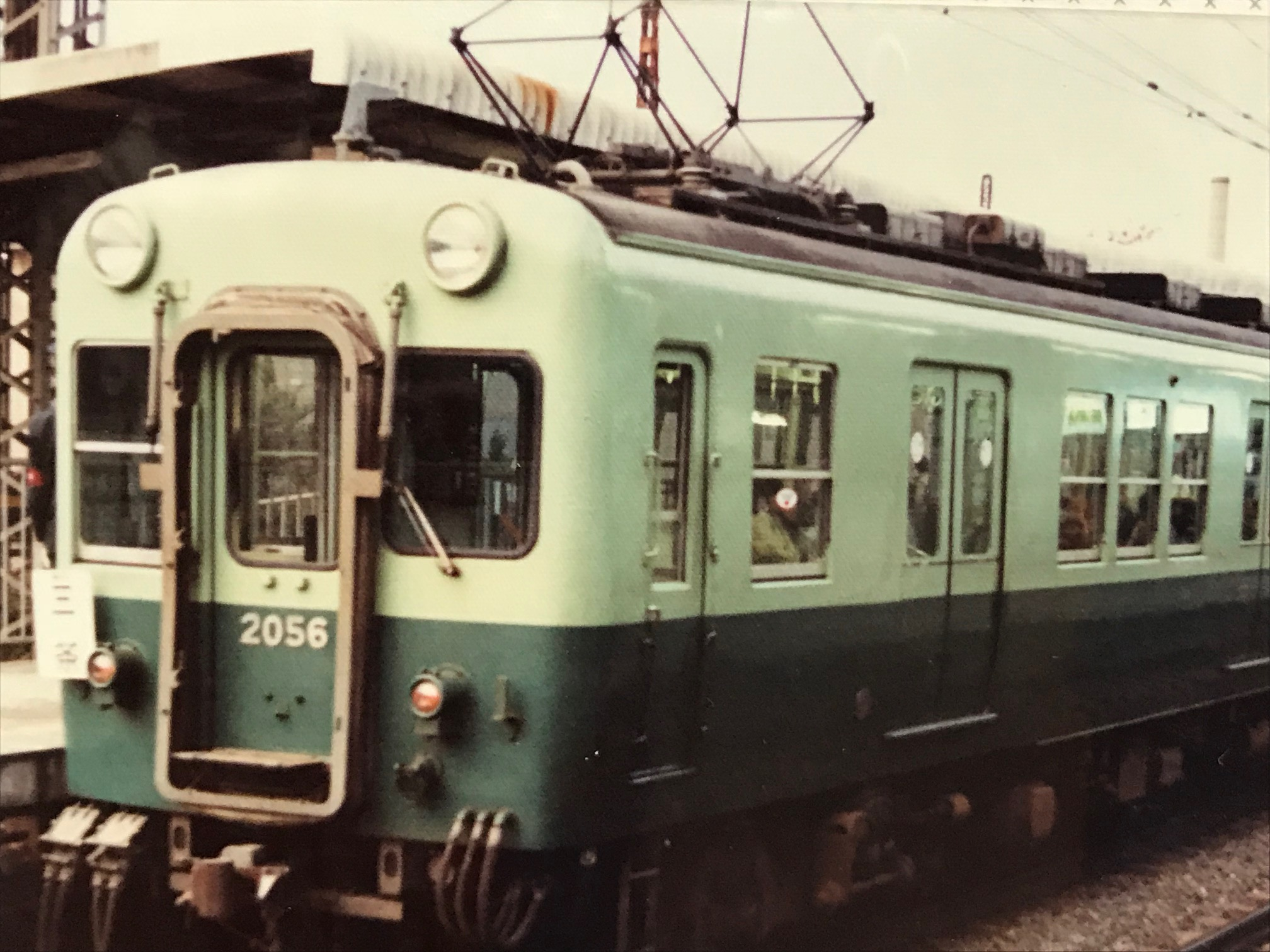
2600系改造直前の2000系2次車2056号車（→2600系2822号車）

1970年代に入ると架線電圧の1500 Vへの昇圧が本格的に検討されるようになり、京阪線で最大勢力だった本系列の処遇が課題となった。本系列の分巻界磁制御の昇圧対応が困難であったことや、新しい冷房付車輌が急行を中心に投入される一方で、普通列車の冷房化のためには本系列の改造もしくは代替車両の製造が急務という状況もあり、本系列の車体や装備品を可能な限り再利用して昇圧に対応した車両に作り替えることとなった。こうして、1978年から本系列の廃車が始まり、2000系は順次、2600系0番台へと車体を流用されていった。ただし700系 (2代)→1000系 (3代)と同様に車籍は受け継がれないため、書類上は「代替新造」という扱いになっている。
最後まで残った編成は、2000型1次車のみ4両という登場当時と同じ形に組み直され、宇治線を中心に運用されたが、1982年（昭和57年）に2600系0番台への代替が完了。2000系は廃形式となった。
2019年（平成31年）4月現在、2000系からの車体流用車である2600系0番台は7両編成3本が在籍する。そのうち2624と2818は2000型1次車の車体を流用した車両で（流用元の車体は2007および2008）、同年には車体の製造から60年を迎えた。これらの1次車由来の車両は2023年に廃車となり、車体については製造から64年で運用から退いた。

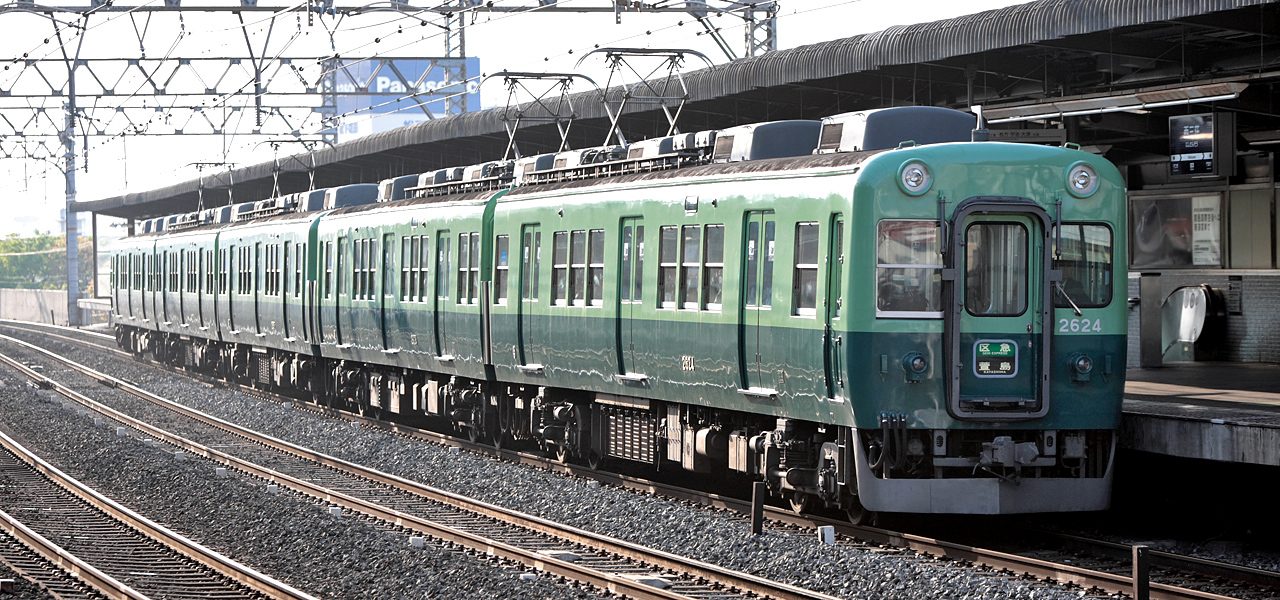
2020年4月現在も現存する2624（旧塗装）。1959年製の2000系1次車で旧車番は2007。
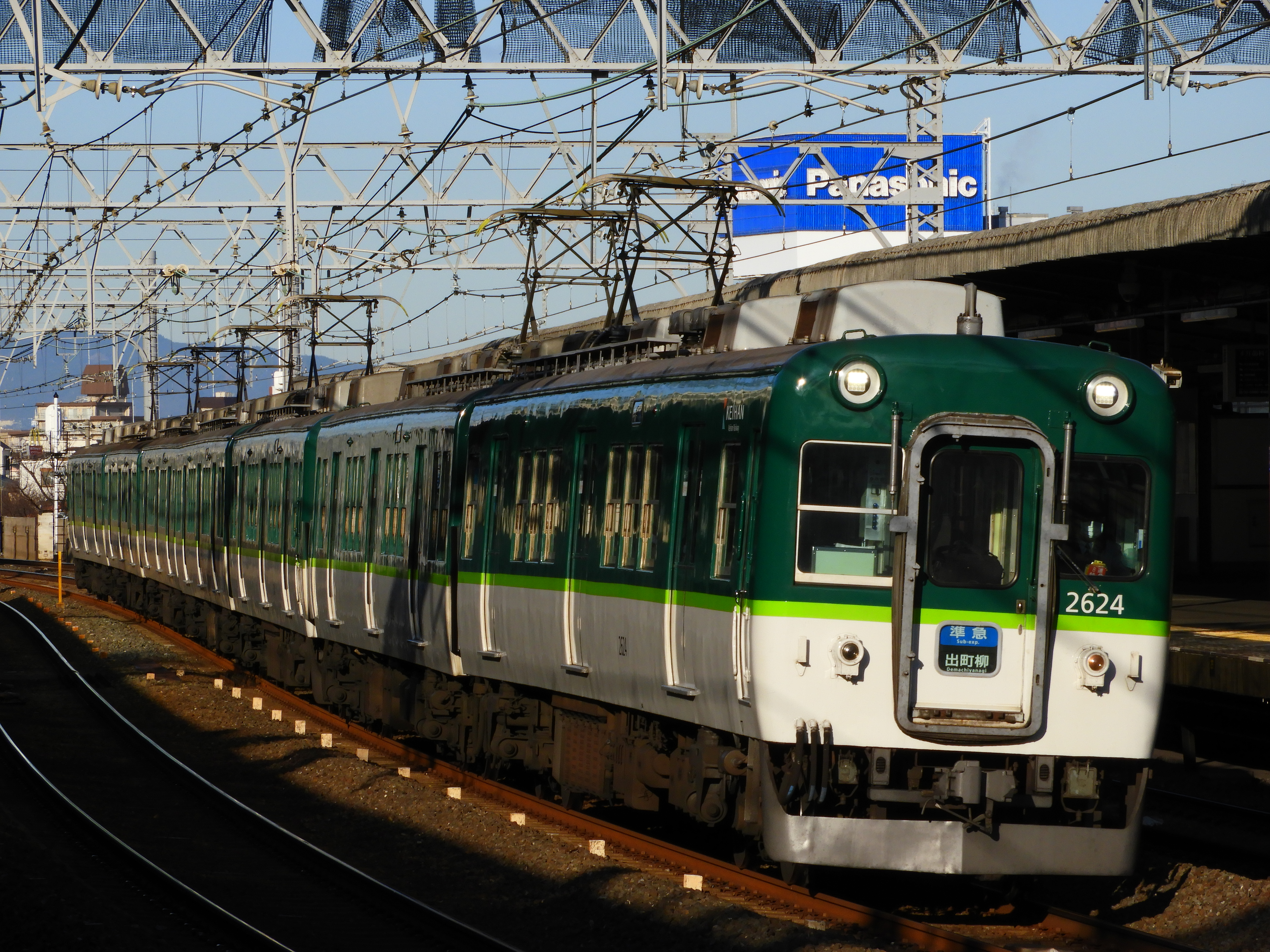
新塗装化された2624（前照灯LED化後）
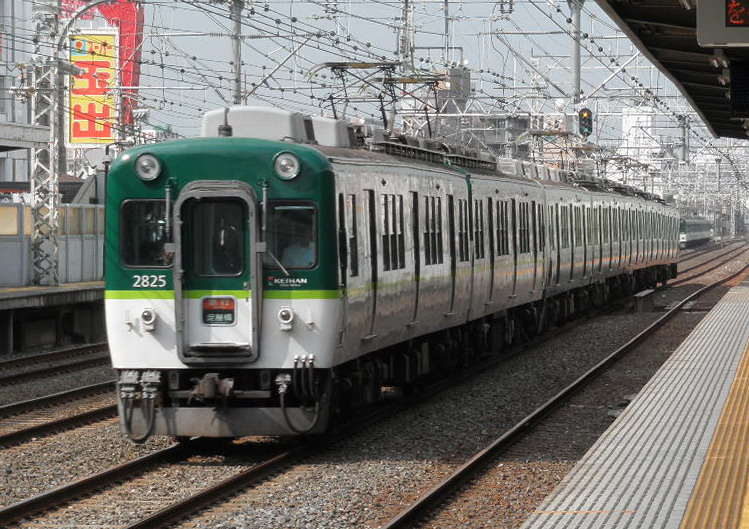
2600系0番台後期車の2825（新塗装）。後期車は車掌台側の正面窓が一枚固定窓。
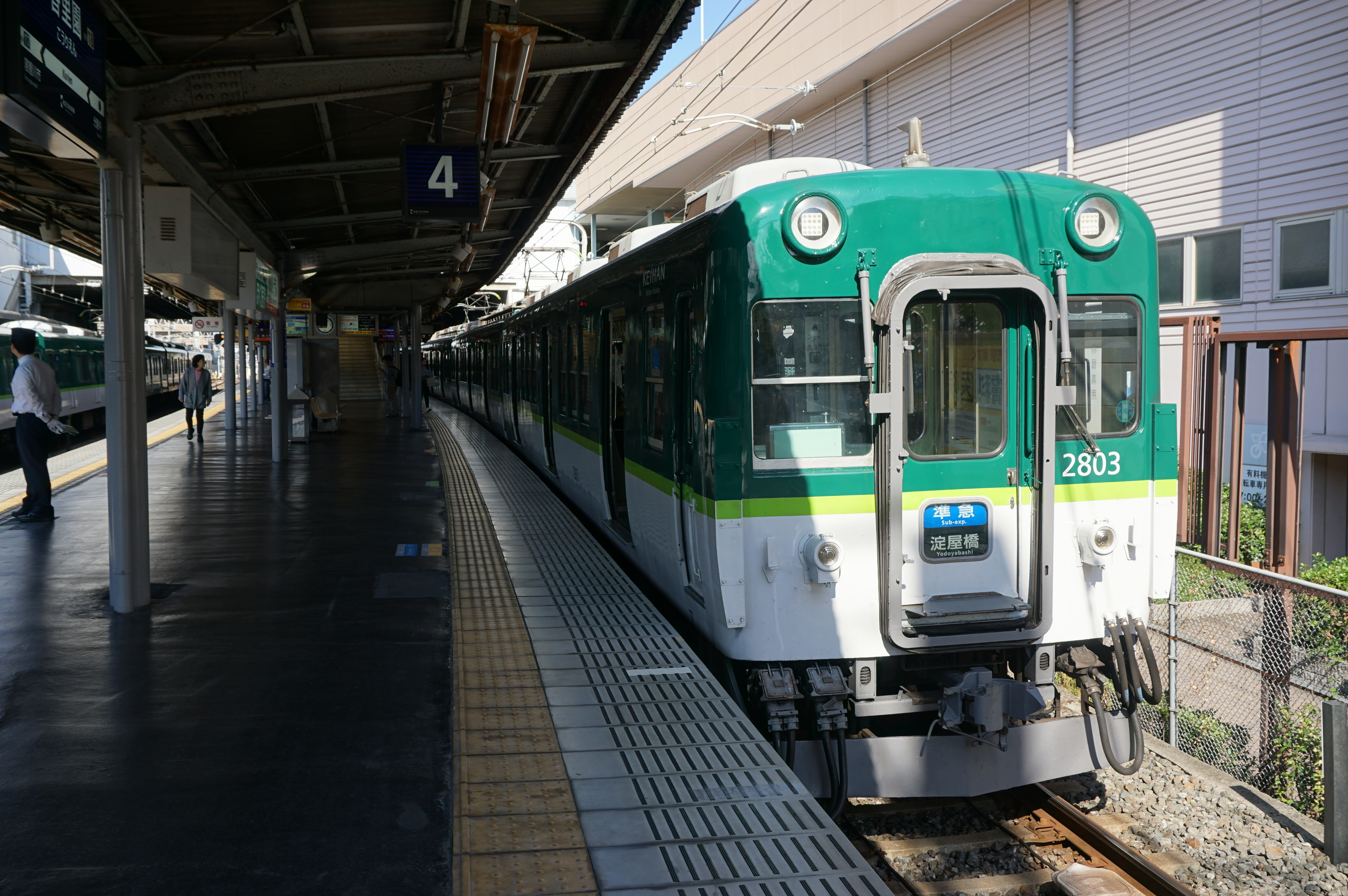
前照灯がLEDになった2803号車（同号車には転落防止幌の痕跡が残っている）

## 関連系列
2000系を基本として、以下の車両が製造された。詳しくは各系列の項目を参照のこと。
- 2200系（1964年 -）
  - 普通用として製造された2000系の急行用として経済性を高め、1964年（昭和39年）から製造された。当初は非冷房だったが、後に昇圧対応工事の一環で冷房を設置した。
- 2400系（1969年 -）
  - 2200系の増備用であるが、登場当時、非冷房だった2200系に対し冷房を最初から搭載した改良型で6編成が製造された。関西初の冷房付き通勤車である。
- 2600系0番台（1978年 -）
  - 0番台は2000系の車体を流用して製造された車両である（#昇圧対応・2600系0番台への改番の節を参照）。
- 2600系30番台（1981年 -）
  - 30番台は増備用として、設計は0番台と同じながら、完全な新造車で4編成が製造された。